# Nelsonia canescens
Nelsonia canescens é uma espécie de planta com flor pertencente à família Acanthaceae.
A autoridade científica da espécie é (Lam.) Spreng., tendo sido publicada em Systema Vegetabilium, editio decima sexta 1: 42. 1825 (1824).

## Moçambique
Trata-se de uma espécie presente no território moçambicano, nomeadamente em Niassa, Zambézia, Tete, Manica e Sofala (regiões como estão definidas na obra Flora Zambesiaca).
Em termos de naturalidade trata-se de uma espécie nativa.